# 堅信礼
堅信礼（Confirmation）は、キリスト教とユダヤ教改革派の用語である。

## キリスト教の堅信礼

## ユダヤ教の堅信礼
十代半ばのユダヤ人男女が、ユダヤ教徒であり、ユダヤ人社会への責任を果たすことを明らかにする儀式である。
ユダヤ教改革派の一部において、バル・ミツワーに替わるものとして導入された。
概念はキリスト教とは大きく異なる。